# Hosanagenahalli, Dod Ballapur
Hosanagenahalli là một làng thuộc tehsil Dod Ballapur, huyện Bangalore Rural, bang Karnataka, Ấn Độ.